# 브라 (이탈리아)

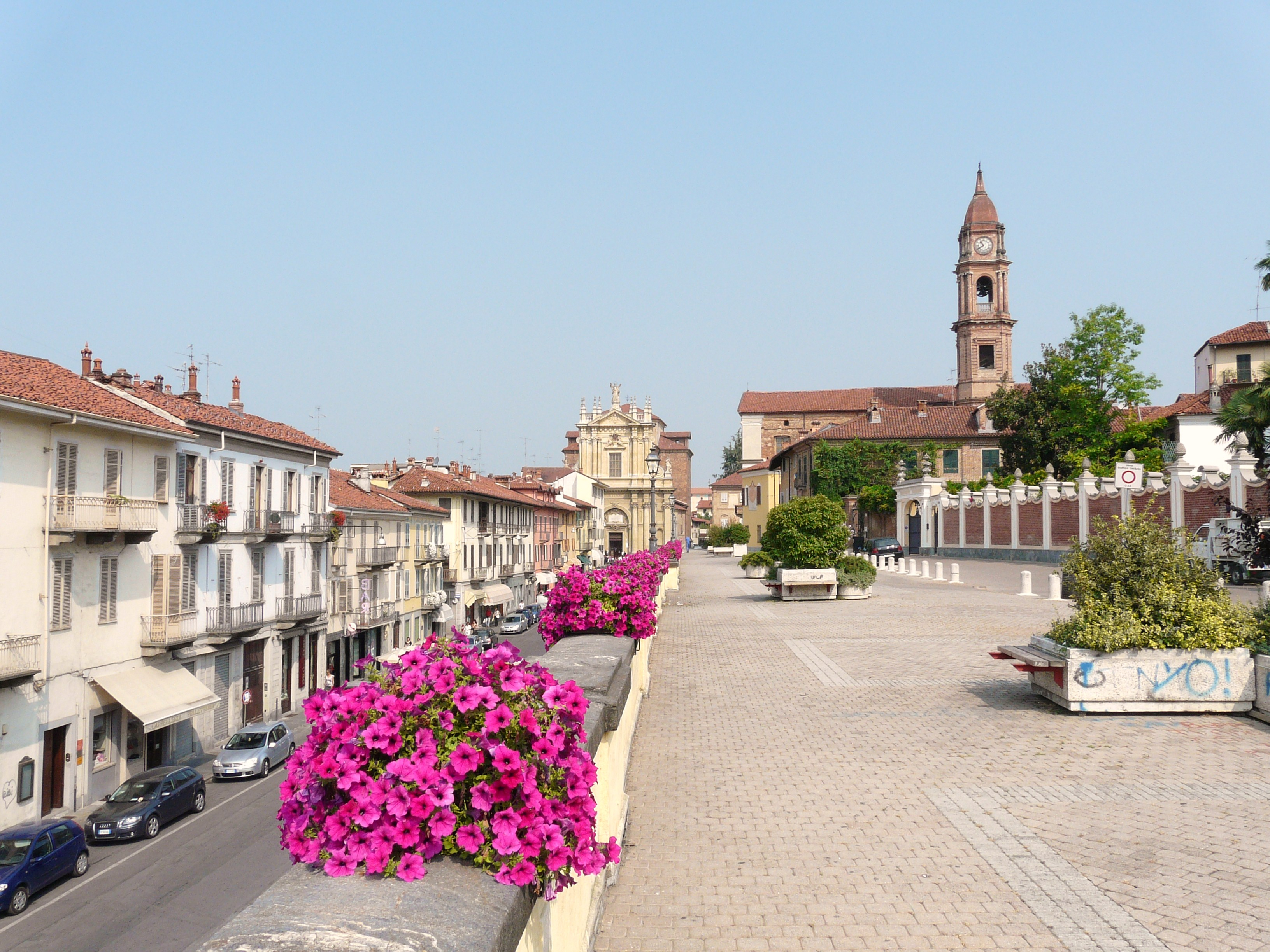

브라(Bra)는 이탈리아 피에몬테주 쿠네오도의 타운이자 코무네이다. 토리노에서 남동쪽으로 50킬로미터, 쿠네오에서 북동쪽으로 50킬로미터 지점에 위치해 있다.
슬로 푸드의 창시자이자 활동가 카를로 페트리니의 출생지이다. 브라는 슬로 푸드(Slow Food)에 의해 조직된 국제적 행사인 브라 치즈(Bra Cheese)의 고향이다. 1997년 이 행사는 150,000명의 방문객을 끌어모았다.

## 자매 도시
- 독일 바일데어슈타트